# Żarnowo (gmina)
Żarnowo (przejściowo ok. 1947 Racimierz) – dawna gmina wiejska istniejąca w latach 1946–47 i 1948–54 w woj. szczecińskim (dzisiejsze woj. zachodniopomorskie). Siedzibą władz gminy było Żarnowo.
Gmina Żarnowo powstała w czerwcu 1945 na terenie tzw. Ziem Odzyskanych (tzw. III okręg administracyjny – Pomorze Zachodnie), jako jedna z 12 gmin zbiorowych, na które podzielono powiat kamieński. 28 czerwca 1946 gmina weszła w skład nowo utworzonego woj. szczecińskiego.
14 lutego 1946 gmina liczyła zaledwie 461 mieszkańców. 
W grudniu 1947 gmina pojawia się pod nazwą gmina Racimierz, lecz publikacja z maja 1948 wymienia ponownie gminę Żarnowo.
Według stanu z 1 lipca 1952 gmina składała się z 6 gromad: Jarszewko, Miodowice, Racimierz, Rzystnowo, Żarnowo i Żarnówko. Gmina została zniesiona 29 września 1954 wraz z reformą wprowadzającą gromady w miejsce gmin. Jednostki nie przywrócono 1 stycznia 1973 wraz z kolejną reformą reaktywującą gminy, a jej dawny obszar wszedł głównie w skład gminy Stepnica.